# Kalipuro (Kalipuro)
Kalipuro is een bestuurslaag in het regentschap Banyuwangi van de provincie Oost-Java, Indonesië. Kalipuro telt 12.776 inwoners (volkstelling 2010).